# Svartryggig tangara
Svartryggig tangara (Stilpnia peruviana) är en fågel i familjen tangaror inom ordningen tättingar. Den förekommer i sydöstra Brasilien. IUCN kategoriserar den som sårbar.

## Utseende och läte
Svartryggig tangara är en 14,5 cm lång, distinkt tecknad tangara. Undersidan är blåaktig till turkosfärgad, med ljust rödbrun undergump. Hanen har kastanjebrunt huvud och svart rygg, med gulbeige på övergump och vingtäckare. Vingarna i övrigt är sotfärgade grönaktiga kanter på pennorna. Honan är mer dämoad i färgerna och grönare, utan det svarta på ryggen och med mattgröna vingtäckare. Lätet består av ett tunt, metalliskt "pzeee".

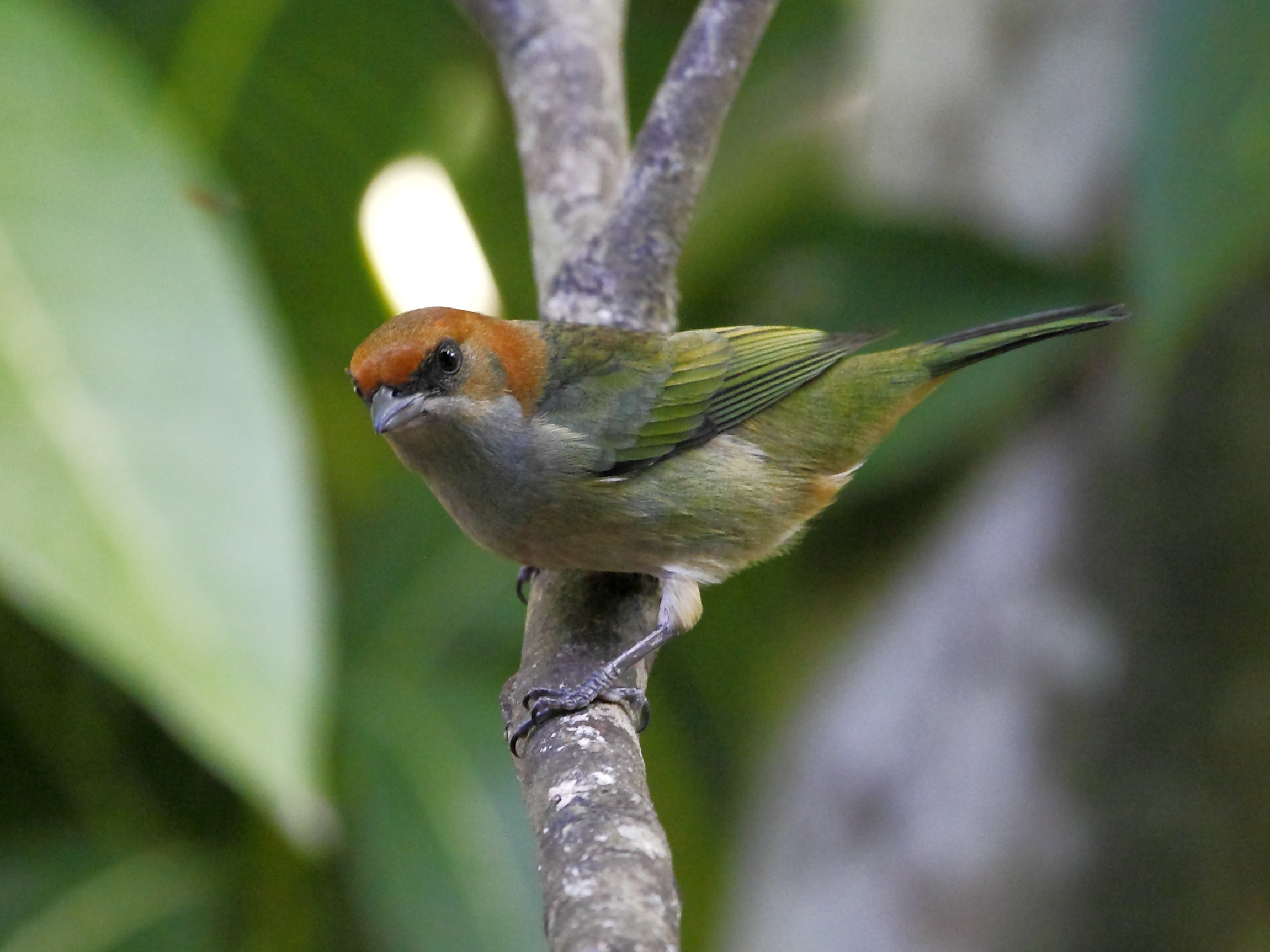
Hona.

## Utbredning och systematik
Fågeln förekommer i låglänta områden i sydöstra Brasilien (Rio de Janeiro till Santa Catarina). Den behandlas som monotypisk, det vill säga att den inte delas in i några underarter.

### Släktestillhörighet
Traditionellt placeras arten i släktet Tangara. Genetiska studier visar dock att släktet är polyfyletiskt, där en del av arterna står närmare släktet Thraupis. Dessa resultat har implementerats på olika sätt av de internationella taxonomiska auktoriteterna, där vissa expanderar Tangara till att även inkludera Thraupis, medan andra, som tongivande Clements et al., delar upp Tangara i mindre släkten. I det senare fallet lyfts svartryggig tangara med släktingar ut till släktet Stilpnia, och denna linje följs här.

## Status och hot
Svartryggig tangara har en liten världspopulation bestående av uppskattningsvis endast 2 500–10 000 vuxna individer. Den tros också minska i antal till följd av habitatförlust. Den är därför upptagen på internationella naturvårdsunionen IUCN:s röda lista över hotade arter, kategoriserad som sårbar (VU).